# 玉造站
玉造站（日语：／ Tamatsukuri eki */?）是位於日本大阪府大阪市天王寺區玉造元町與玉造本町，屬於西日本旅客鐵道（JR西日本）和大阪市高速電氣軌道（大阪地下鐵）的鐵路車站。JR西日本的車站編號是JR-O05。大阪地下鐵的車站編號則是N19。

## 概要
此站是JR西日本的大阪環狀線與大阪市高速電氣軌道長堀鶴見綠地線的轉乘站。JR的車站位於都市網絡地域，在特定都區市內制度下屬於「大阪市內」，其車站象徵花卉則是「稻穗」。

## 歷史
- 1895年（明治28年）5月28日 - 大阪鐵道之車站開業。
- 1900年（明治33年）6月6日 - 大阪鐵道與關西鐵道合併。
- 1907年（明治40年）10月1日 - 關西鐵道國有化。
- 1909年（明治42年）10月12日 - 線路名稱制定，為城東線（後是大阪環狀線）之車站。
- 1932年（昭和7年）3月29日 - 高架化。剩如地上貨物站，貨物站與貓間信號場（森之宮站北側附近）別線貨物用的新設。
- 1961年（昭和36年）4月20日 - 貨物之取扱廢止。貨物用別線廢止。
  - 車站貨物營業廢止，後設貨櫃場，1970年代末繼續使用。
- 1970年（昭和45年）3月 - 2代目站舍改築。
- 1986年（昭和61年）11月1日 - 荷物取扱廢止。
- 1987年（昭和62年）4月1日 - 國鐵分割民營化為JR西日本之車站。
- 1996年（平成8年）12月11日 - 長堀鶴見綠地線之車站開業。

## 車站構造

### JR西日本
本站為對向式月台2面2線的高架車站。月台可停靠8節編組列車。

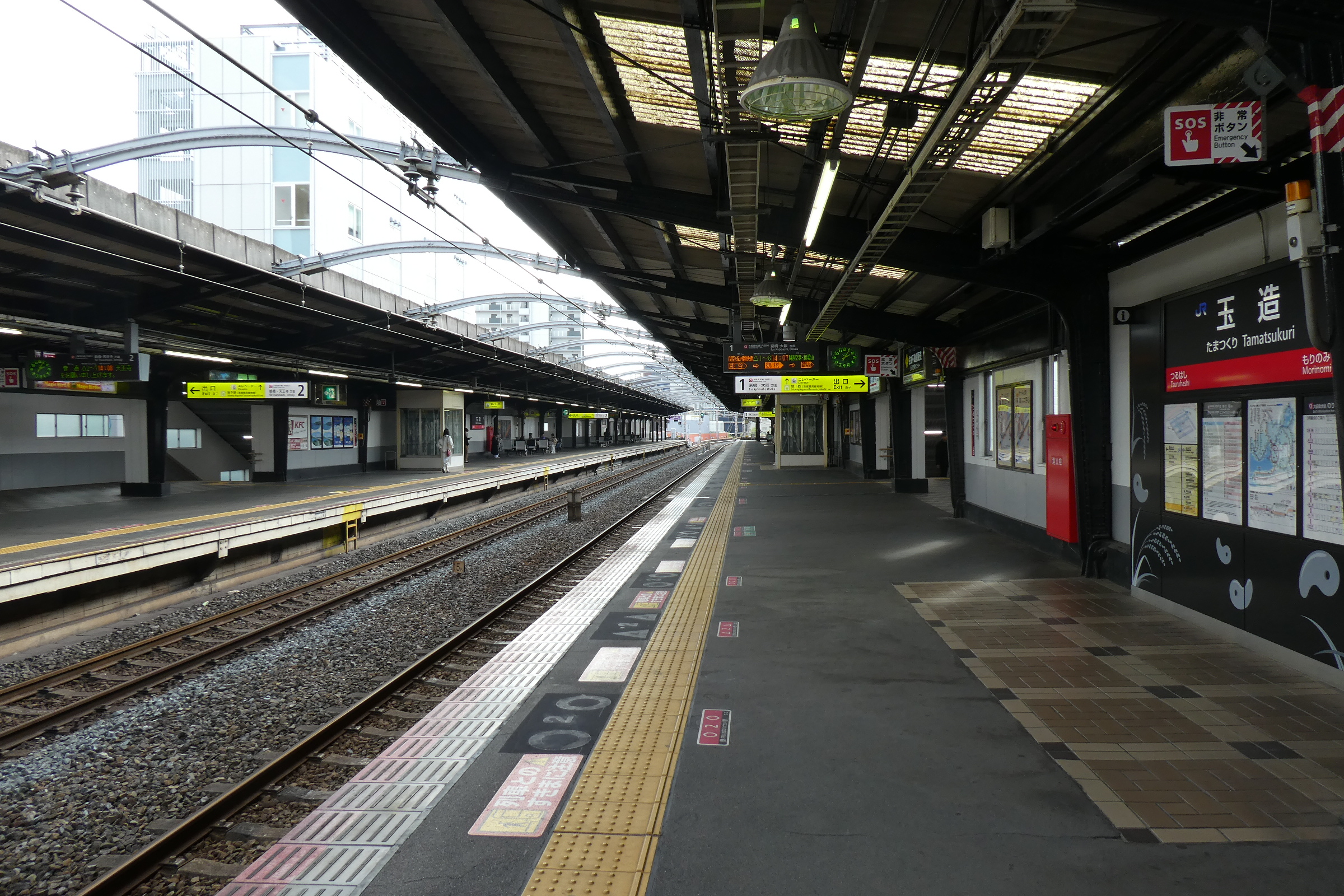
月台(2019年10月)

#### 月台配置
| 月台 | 路線       | 方向 | 目的地           |
| ---- | ---------- | ---- | ---------------- |
| 1    | 大阪環狀線 | 內環 | 京橋、大阪方向   |
| 2    | 大阪環狀線 | 外環 | 鶴橋、天王寺方向 |

### 大阪市高速電氣軌道
本站為島式月台1面2線的地下車站。站內只設置一個驗票閘口，位於靠近森之宮一側。此站與森之宮站之間有近乎直角的彎道。

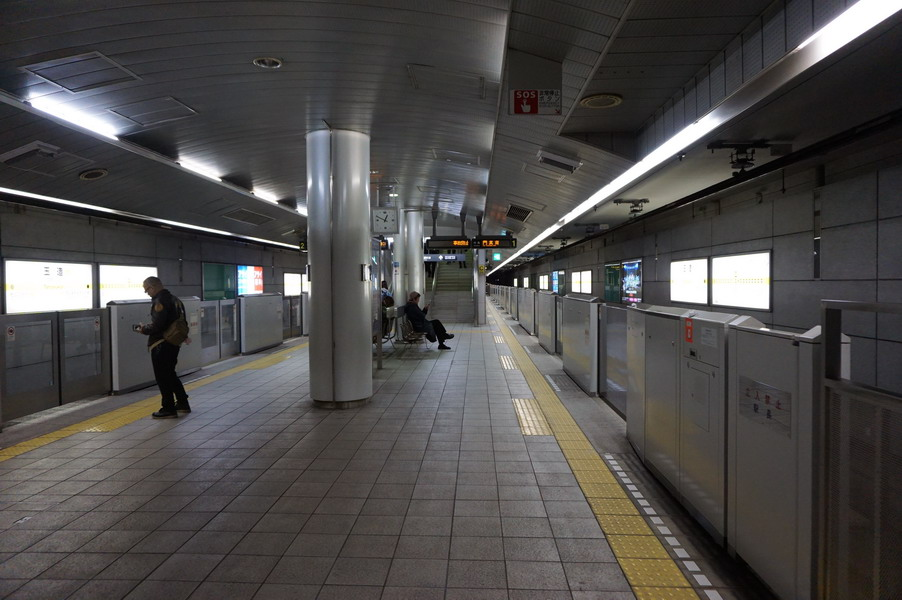
月台(2017年4月)

#### 月台配置
| 月台 | 路線           | 目的地           |
| ---- | -------------- | ---------------- |
| 1    | 長堀鶴見綠地線 | 京橋、門真南方向 |
| 2    | 長堀鶴見綠地線 | 心齋橋、大正方向 |

## 利用狀況
- JR西日本 - 2018年（平成30年）度1日平均上車人次為16,919人。
- 大阪市高速電氣軌道 - 2018年11月13日1日上下車人次為14,953人（上車人次：7,505人，下車人次：7,448人）[利用客数 1]。

各年度1日上下車、上車人次如下表。
- JR資料為1日平均上車人次。
- 大阪市高速電氣軌道資料交通量調查基於特定1日上下車、上車人次。

| 年度               | JR西日本         | 大阪市高速電氣軌道 | 大阪市高速電氣軌道 | 大阪市高速電氣軌道 | 來源     |
| 年度               | 1日平均 上車人次 | 特定日             | 特定日             | 特定日             | 來源     |
| 年度               | 1日平均 上車人次 | 調查日             | 上下車人次         | 上車人次           | 來源     |
| ------------------ | ---------------- | ------------------ | ------------------ | ------------------ | -------- |
| 1990年（平成02年） | 20,692           | 未 開 業           | 未 開 業           | 未 開 業           | [ * 1 ]  |
| 1991年（平成03年） | 21,103           | 未 開 業           | 未 開 業           | 未 開 業           | [ * 2 ]  |
| 1992年（平成04年） | 21,264           | 未 開 業           | 未 開 業           | 未 開 業           | [ * 3 ]  |
| 1993年（平成05年） | 21,223           | 未 開 業           | 未 開 業           | 未 開 業           | [ * 4 ]  |
| 1994年（平成06年） | 20,922           | 未 開 業           | 未 開 業           | 未 開 業           | [ * 5 ]  |
| 1995年（平成07年） | 20,807           | 未 開 業           | 未 開 業           | 未 開 業           | [ * 6 ]  |
| 1996年（平成08年） | 20,484           | 未 開 業           | 未 開 業           | 未 開 業           | [ * 7 ]  |
| 1997年（平成09年） | 18,968           | -                  | -                  | -                  | [ * 8 ]  |
| 1998年（平成10年） | 18,354           | 11月10日           | 9,356              | 5,013              | [ * 9 ]  |
| 1999年（平成11年） | 17,808           | -                  | -                  | -                  | [ * 10 ] |
| 2000年（平成12年） | 17,386           | -                  | -                  | -                  | [ * 11 ] |
| 2001年（平成13年） | 17,058           | -                  | -                  | -                  | [ * 12 ] |
| 2002年（平成14年） | 16,741           | -                  | -                  | -                  | [ * 13 ] |
| 2003年（平成15年） | 16,869           | -                  | -                  | -                  | [ * 14 ] |
| 2004年（平成16年） | 16,758           | -                  | -                  | -                  | [ * 15 ] |
| 2005年（平成17年） | 16,721           | -                  | -                  | -                  | [ * 16 ] |
| 2006年（平成18年） | 16,853           | -                  | -                  | -                  | [ * 17 ] |
| 2007年（平成19年） | 16,739           | 11月13日           | 11,741             | 5,997              | [ * 18 ] |
| 2008年（平成20年） | 16,588           | 11月11日           | 12,483             | 6,375              | [ * 19 ] |
| 2009年（平成21年） | 16,152           | 11月10日           | 12,877             | 6,519              | [ * 20 ] |
| 2010年（平成22年） | 16,071           | 11月09日           | 12,217             | 6,150              | [ * 21 ] |
| 2011年（平成23年） | 16,034           | 11月08日           | 12,442             | 6,282              | [ * 22 ] |
| 2012年（平成24年） | 16,039           | 11月13日           | 12,942             | 6,512              | [ * 23 ] |
| 2013年（平成25年） | 16,203           | 11月19日           | 12,734             | 6,444              | [ * 24 ] |
| 2014年（平成26年） | 16,101           | 11月11日           | 13,663             | 6,927              | [ * 25 ] |
| 2015年（平成27年） | 16,445           | 11月17日           | 13,910             | 6,997              | [ * 26 ] |
| 2016年（平成28年） | 16,588           | 11月08日           | 14,663             | 7,427              | [ * 27 ] |
| 2017年（平成29年） | 16,857           | 11月14日           | 14,969             | 7,553              | [ * 28 ] |
| 2018年（平成30年） | 16,919           | 11月13日           | 14,953             | 7,505              | [ * 29 ] |

## 巴士路線
全為大阪城市巴士。

### 「玉造」停留所
- 22號系統 上本町六丁目 - 鶴橋站前 - 玉造 - 地下鐵深江橋 - 諏訪神社前
- 85號系統 難波 - 玉造 - 地下鐵今里 - 大池橋 - 杭全（午間運行）
- 85A號系統 國立病院 - 玉造 - 地下鐵今里 - 大池橋 - 杭全
- 赤巴士、　玉造 → 上本町四丁目 → 上本町六丁目 →  → 真田山 → 玉造（循環）

## 相鄰車站
西日本旅客鐵道（JR西日本）
 大阪環狀線
■大和路快速、■區間快速、■關空快速、■紀州路快速、■快速、■直通快速、■普通
鶴橋（JR-O04）－玉造（JR-O05）－森之宮（JR-O06）
大阪市高速電氣軌道（大阪地下鐵）
 長堀鶴見綠地線
谷町六丁目（N18）－玉造（N19）－森之宮（N20）

### 利用狀況
地下鐵統計資料
1. ↑  路線別乗降人員（2018年11月13日 交通調査）PDF - Osaka Metro

大阪府統計年鑑
1. ↑  大阪府統計年鑑（平成3年）PDF
2. ↑  大阪府統計年鑑（平成4年）PDF
3. ↑  大阪府統計年鑑（平成5年）PDF
4. ↑  大阪府統計年鑑（平成6年）PDF
5. ↑  大阪府統計年鑑（平成7年）PDF
6. ↑  大阪府統計年鑑（平成8年）PDF
7. ↑  大阪府統計年鑑（平成9年）PDF
8. ↑  大阪府統計年鑑（平成10年）PDF
9. ↑  大阪府統計年鑑（平成11年）PDF
10. ↑  大阪府統計年鑑（平成12年）PDF
11. ↑  大阪府統計年鑑（平成13年）PDF
12. ↑  大阪府統計年鑑（平成14年）PDF
13. ↑  大阪府統計年鑑（平成15年）PDF
14. ↑  大阪府統計年鑑（平成16年）PDF
15. ↑  大阪府統計年鑑（平成17年）PDF
16. ↑  大阪府統計年鑑（平成18年）PDF
17. ↑  大阪府統計年鑑（平成19年）PDF
18. ↑  大阪府統計年鑑（平成20年）PDF
19. ↑  大阪府統計年鑑（平成21年）PDF
20. ↑  大阪府統計年鑑（平成22年）PDF
21. ↑  大阪府統計年鑑（平成23年）PDF
22. ↑  大阪府統計年鑑（平成24年）PDF
23. ↑  大阪府統計年鑑（平成25年）PDF
24. ↑  大阪府統計年鑑（平成26年）PDF
25. ↑  大阪府統計年鑑（平成27年）PDF
26. ↑  大阪府統計年鑑（平成28年）PDF
27. ↑  大阪府統計年鑑（平成29年）PDF
28. ↑  大阪府統計年鑑（平成30年）PDF
29. ↑  大阪府統計年鑑（令和元年）PDF

## 外部連結
- 玉造｜車站資訊：JR出門網 - 西日本旅客鐵道
- 車站Guide：玉造 - Osaka Metro

34°40′25″N 135°31′58.5″E / 34.67361°N 135.532917°E